# トロイ・ウィリアムズ
トロイ・ウィリアムズ  (Troy Williams  ,   1994年12月30日 - )は、アメリカ合衆国・バージニア州ハンプトン出身のバスケットボール選手。ポジションはSF。

## 来歴
バージニア州のオールヒル・アカデミー高校時代の2013年に同州の最優秀選手に選出され、大学は名門インディアナ大学に進学。1年生からレギュラーとして活躍し、2014年3月にBig-10の週間最優秀新人選手に選出。2年生時の2014-15シーズンの12月にも週間最優秀選手に選出されるなど有望株として注目されたウィリアムズは、同シーズン終了後に2015年のNBAドラフトにアーリーエントリーを表明するも回避。翌2015-16シーズンは平均13,3得点5,8リバウンドを記録し、Big-10の3rdチームに選出されたウィリアムズは、2016年のNBAドラフトへのエントリーを表明。しかしドラフトでは指名外に終わった。
ウィリアムズは同年夏のNBAサマーリーグでフェニックス・サンズの一員として参加。そこで平均12,3得点を記録し、8月8日にメンフィス・グリズリーズとトレーニングキャンプに関する契約を締結。最終ロースター争いを制し、10月22日に正式に選手契約を締結した。シーズン中はチャンドラー・パーソンズが負傷で出遅れたこともあり、多くの出場機会を得でいたが、2017年1月に解雇。解雇後は傘下のアイオワ・エナジーに送られ、2017年3月9日にヒューストン・ロケッツと10日間契約を結ひ、後にシーズン終了までの契約を経て7月20日に3年間の延長契約を結んだ。
2018年2月14日、ロケッツからウェイブされた。2月21日、ニューヨーク・ニックスと10日間契約を結んだ。